# Jargalant (distrikt i Mongoliet, Orchon, lat 49,04, long 104,40)
Jargalant (mongoliska: Жаргалант Сум, Жаргалант, Jargalant Sum) är ett distrikt i Mongoliet.   Det ligger i provinsen Orchon Ajmag, i den centrala delen av landet, 220 km nordväst om huvudstaden Ulaanbaatar.